# Biritinga
Biritinga is een gemeente in de Braziliaanse deelstaat Bahia. De gemeente telt 14.260 inwoners (schatting 2009).

## Aangrenzende gemeenten
De gemeente grenst aan Água Fria, Araci, Lamarão, Nova Soure, Teofilândia, Tucano, Sátiro Dias en Serrinha.